# Egypte (Achtkarspelen)
Egypte (Friese uitspraak: [e:’ɡɪptə]) is een streek en buurtschap in de gemeente Achtkarspelen, in de Nederlandse provincie Friesland. De buurtschap ligt aan de gelijknamige weg tussen Kollumerzwaag en Buitenpost, ten noorden van Twijzel. Het grootste deel van de buurtschap ligt in het postcodegebied van Buitenpost. Een klein deel in het westen ligt in het postcodegebied van Twijzel. Bij Buitenpost sluit de weg aan op de weg West en kent een wat dichtere bewoning. Bij Twijzel sluit het aan op De Wedze.
Door de streek en buurtschap loopt het treinspoor van de spoorlijn Harlingen - Nieuwe Schans. 

## Geschiedenis
De gemeenteraad van Achtkarspelen besloot op 28 maart 2019 om de buurtschap te voorzien van buurtschapsborden, om het cultuurhistorisch karakter van de streek te benadrukken. De oorsprong van de naam is onduidelijk. Mogelijk is de naam ontstaan toen een inwoner van het gebied zich wilde laten inschrijven en een gebied ver weg als naam opgaf.  Een andere mogelijkheid is dat het verwijst naar het feit dat er mogelijk zigeuners hebben gewoond.
Dorpen: Augustinusga · Boelenslaan · Buitenpost · Drogeham · Gerkesklooster · Harkema · Kootstertille · Stroobos · Surhuisterveen · Surhuizum · Twijzel · Twijzelerheide

Buurtschappen: Barghiem · Blauwhuis · Blauwverlaat · Buweklooster · Buwetille · De Kooten · De Laatste Stuiver · Dijkhuizen · Egypte · Gerben Allesverlaat · Hamsterpein · Hamshorn · Hiltjemoeiswouden · Jachtveld · Kortwoude · Kuikhorne (deels) · Lutkepost · Monniketille · Ophuis · Opperkooten · Rohel · Roodeschuur · Surhuizumer Mieden · Uitland · Vierhuizen · Westerend · Wildpad (deels) · Wildveld

Friesland: Steden en dorpen      Nederland: Provincies · Gemeenten